# Tipula tokionis
Tipula tokionis är en tvåvingeart som beskrevs av Alexander 1920. Tipula tokionis ingår i släktet Tipula och familjen storharkrankar. Inga underarter finns listade i Catalogue of Life.